# Xã Heth, Quận Harrison, Indiana
Xã Heth (tiếng Anh: Heth Township) là một xã thuộc quận Harrison, tiểu bang Indiana, Hoa Kỳ. Năm 2010, dân số của xã này là 1.278 người.